# Омикрон Андромеды
Омикрон Андромеды (лат. ο Andromedae), 1 Андромеды (лат. 1 Andromedae), HD 217675 — звёздная система в созвездии Андромеды. Находится на расстоянии приблизительно 692 световых лет от Земли.
Омикрон Андромеды — двойная звезда, оба её компонента сами также являются спектрально-двойными звёздами, образовывая четырёхкратную систему. Система в целом классифицируется как бело-голубой гигант спектрального класса B, с общим значением видимой звёздной величины +3,62.
Расстояние между двумя самыми яркими компонентами, ο Andromedae A и ο Andromedae B составляет 0,34 угловых секунды. Они имеют период обращения, составляющий 68,6 лет. Расстояние между A и её компаньоном — 0,05 угловых секунды. A является переменной оболочечной звездой, а её яркость может изменяться от 3,58 до 3,78. Вследствие этого определить период обращения системы А сложно. Спектральный компаньон B был обнаружен в 1989, период обращения этой системы составляет 33,01 года.